# Line in the Sand (Close Your Eyes)
Line in the Sand è il terzo album in studio del gruppo musicale statunitense Close Your Eyes, pubblicato il 29 ottobre 2013 dalla Victory Records. L'album, il primo con il cantante Sam Ryder Robinson, conferma il distacco della band dalla sonorità del loro primo album già mostrato nel secondo album, focalizzandosi su sonorità più hardcore e meno melodiche. È stato pubblicato per l'ascolto in streaming in anteprima da Alternative Press il 25 ottobre 2013.

## Tracce
1. Deus Ex Machina – 1:14
2. Burdened by Hope – 2:33
3. Days of Youth – 2:52
4. Line in the Sand – 3:09
5. Frame and Glass – 3:55
6. Sleeping Giant (feat. Tommy Green) – 3:15
7. Kings of John Payne – 4:05
8. No Borders! – 3:35
9. The End (feat. Zoli) – 4:14
10. Higher Than My Station – 3:38
11. Skeletons – 1:54
12. Trends and Phases – 4:39
13. Glory – 3:38
14. My Way Home – 5:17
15. Follow the Son – 1:20

## Formazione
- Sam Ryder Robinson – voce
- Brett Callaway – chitarra solista, cori
- Andrew Rodriguez – chitarra ritmica
- Sonny Vega – basso, cori
- Jordan Hatfield – batteria, percussioni